# Palacio Vinader
El palacio Vinader es un antiguo inmueble de la ciudad de Murcia (Región de Murcia, España), construido en la segunda mitad del siglo XVIII en la plaza de Julián Romea del centro histórico de la capital murciana.

## Historia
Construido por D. Salvador Vinader, Capitán de los Ejércitos Reales y regidor del concejo de Murcia (sus sucesores ostentaron el título de marqueses de Torre Octavio), en la segunda mitad del siglo XVIII, cuando el impacto de las obras de la fachada de la Catedral de Murcia trajo una evolución hacia modelos más próximos al refinamiento rococó en la arquitectura de la ciudad, incluida la palaciega. 
Se edificó utilizando parte de la muralla árabe de Murcia y su revellín como cimientos, exactamente en el punto donde se encontraba la puerta o portillo de Santo Domingo.
En el siglo XIX fue adquirido por la familia García Perea, que actualmente siguen siendo propietarios del palacio. 
En 1990 fue declarado Bien de Interés Cultural.

## Arquitectura
El palacio Vinader cuenta con el prototipo de la arquitectura civil de la época en la ciudad de Murcia. Caracterizada por el uso del ladrillo como material constructivo para la fachada, reservando la piedra para la puerta de entrada y las esquinas. 

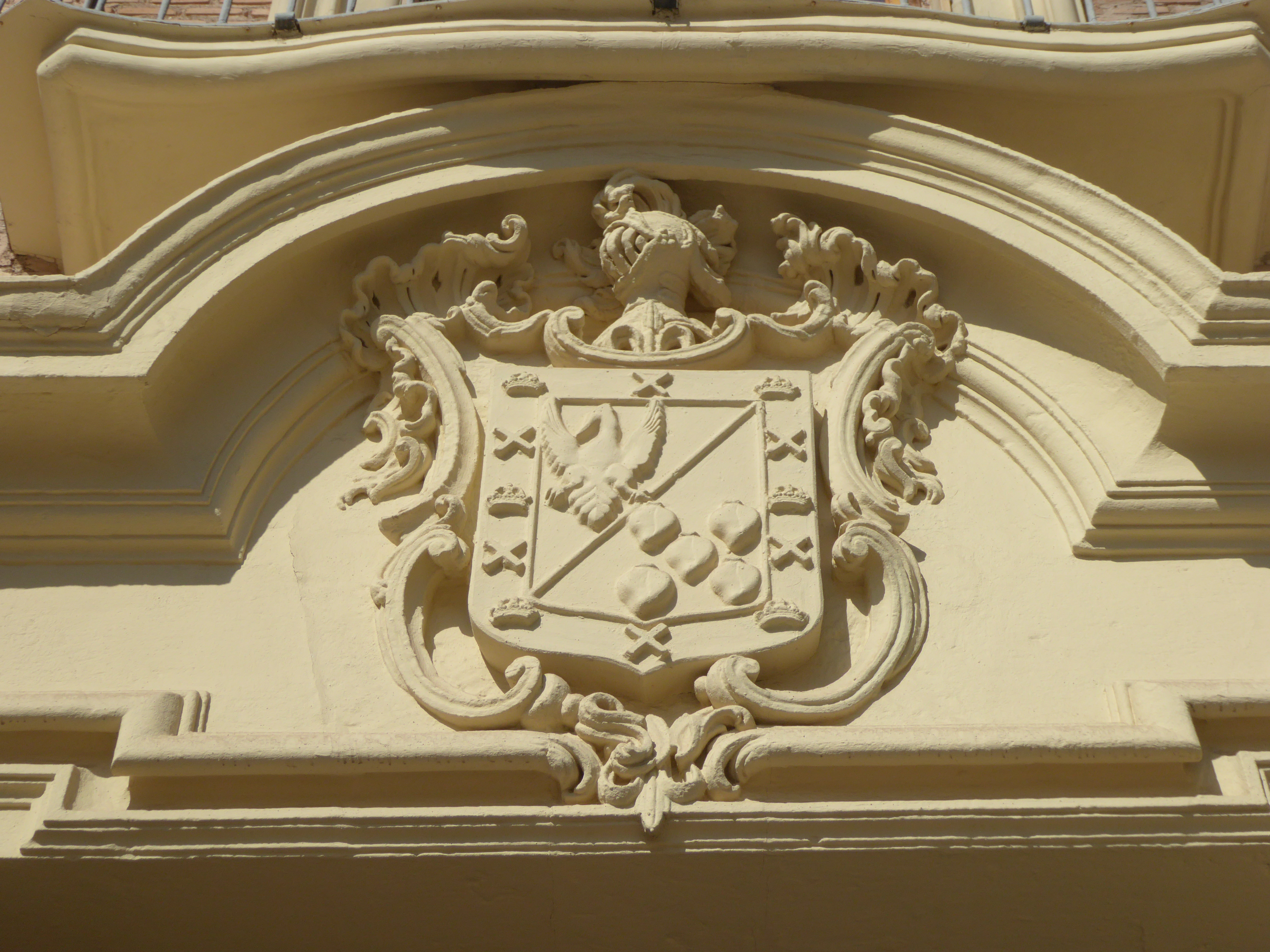
Detalle del escudo heráldico de los Vinader, en la portada del palacio

También dispone de la distribución habitual en cuatro plantas; semisótano (hoy convertidos en bajos comerciales), entresuelo, planta principal o noble, y desvanes o cámaras.
La presencia de las molduras enmarcando las ventanas de la planta noble y el prototipo de la puerta, coronada por el escudo nobiliario de los Vinader, sitúan al palacio dentro de la evolución del estilo barroco desarrollado en Murcia en la segunda mitad del XVIII.